# 1153
1153 (MCLIII) var ett normalår som började en torsdag i den julianska kalendern.

## Händelser

### Maj
- 24 maj – Vid David I:s död efterträds han som kung av Skottland av sin sonson Malkolm IV.

### Juli
- 9 juli – Sedan Eugenius III har avlidit dagen innan väljs Corrado Demetri della Suburra till påve och tar namnet Anastasius IV.

### November
- 6 november – Stefan av Blois och hans kusin Matilda sluter fördraget i Wallingford, varigenom Matilda avsäger sig alla anspråk på den engelska tronen och erkänner Stefan som obestridd kung av England, men på villkor att hennes egen son Henrik blir landets tronföljare, sedan Stefans egen son Eustace har avlidit tidigare samma år.

### Okänt datum
- Nicholas Breakspear kommer till Sverige och diskuterar med Sverker den äldre möjligheten att upprätta ett eget svenskt ärkestift vid ett kyrkomöte i Linköping. Planerna stupar på att svearna motsätter sig att lägga sätet i Linköping – de vill istället ha det i Gamla Uppsala. Vid mötet bestäms det dock att prästerna skall få ökat rättsskydd och betala den så kallade Peterspenningen (en skatt till Rom).
- Ett danskt anfall mot Småland slås tillbaka.
- Sverker den äldres son Johan slås ihjäl av uppretade bönder på ett ting, på grund av att kvinnorov.

## Födda
- Kamo no Chomei, japansk författare
- Sibylla av Acerra, drottning av Sicilien

## Avlidna
- 24 maj – David I, kung av Skottland sedan 1124
- 8 juli – Eugenius III, född Bernardo Pignatelli, helgon, påve sedan 1145
- 20 augusti – Bernhard av Clairvaux, fransk abbot, kyrkolärare och helgon
- Johan Sverkersson, son till Sverker den äldre (dräpt)